# Celle de nulle part
Pour les articles homonymes, voir Our Very Own.
Pour plus de détails, voir Fiche technique et Distribution.
Celle de nulle part (Our Very Own) est un film américain en noir et blanc, réalisé par David Miller, sorti en 1950.

## Synopsis
Gale, dix-huit, vit heureuse avec ses parents et ses sœurs cadettes Joan, seize ans et Penny, neuf ans. Elle est fiancée à Chuck et se prépare un discours pour la fête de la remise des diplômes du baccalauréat qui s'en vient. En cherchant son certificat de naissance dans la chambre de ses parents, Joan découvre des papiers qui attestent que sa sœur Gale a été adoptée quand elle était bébé. Lors de la fête anniversaire des dix dix-huit ans de Gale, Joan lui apprend la vérité sur ses origines. C'est un choc pour Gale. Elle demande à voir sa mère biologique, et après un bref moment de rébellion envers sa famille adoptive, elle se reprend et renoue avec sa famille.

## Fiche technique
- Titre original : Our Very Own
- Titre français : Celle de nulle part
- Réalisation : David Miller
- Scénario : F. Hugh Herbert
- Musique : Victor Young
- Direction artistique : Richard Day
- Décors de plateau : Julia Heron
- Photographie : Lee Garmes
- Producteur : Samuel Goldwyn
- Société de production : Samuel Goldwyn Productions
- Société de distribution : RKO Radio Pictures
- Pays de production :  États-Unis
- Format : noir et blanc — pellicule : 35 mm — image : 1,37:1 — son : mono
- Genre : Film dramatique
- Durée : 93 minutes
- Dates de sortie : 
  - États-Unis : 27 juillet 1950
  - France : 1er mai 1953

## Distribution
- Ann Blyth : Gail Macaulay
- Farley Granger : Chuck
- Joan Evans : Joan Macaulay
- Jane Wyatt : Mme Fred Macaulay
- Ann Dvorak : Mme Gert Lynch
- Donald Cook : Fred Macaulay
- Natalie Wood : Penny Macaulay
- Phyllis Kirk : Zaza
- Martin Milner : Bert
- Ray Teal : M. Jim Lynch
- Gus Schilling : Frank, le dépanneur TV
- Kipp Hamilton : Gwendolyn